# Czarno na Białem
Czarno na Białem – tygodnik społeczno-polityczny wydawany w Warszawie w latach 1937–1939 pod redakcją Januarego Grzędzińskiego, który był jednocześnie jego wydawcą. Wokół pisma skupili się tacy publicyści jak: Jerzy Borejsza, Stanisław Jerzy Lec czy Mieczysław Szerer, którzy nadali mu charakter demokratyczny i antyfaszystowski.
Publikowali w nim n. in.: Stefan Rudniański, Stefan Purman (jako Pomian), Teodor Duracz (jako Justus), Mieczysław Bibrowski (Quidam), Michał Szulkin, Henryk Dembiński, Wiktor Grosz, Aleksander Dan.